# Videoband

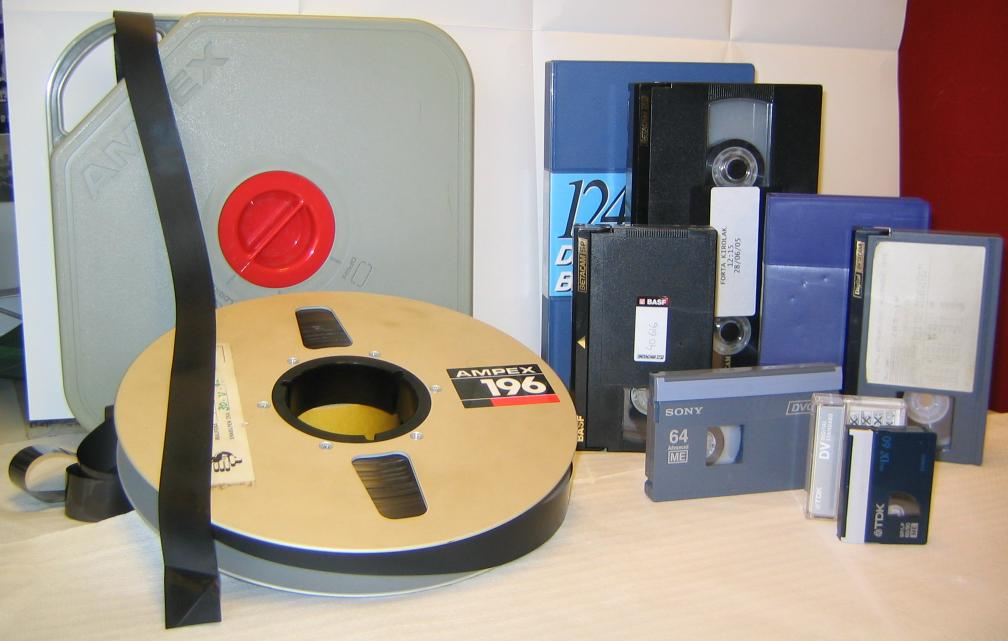
Videobanden in diverse formaten

Een videoband is een magneetband waarop beelden zijn opgenomen, vaak ook met geluid (of bij een "lege band": kunnen worden opgenomen). Sinds 2010-2019 is het een verouderd systeem, vervangen door moderne computeropslagsystemen.
Enkele decennia eerder bedoelde men bij particulier gebruik met videoband vrijwel altijd een band in een videocassette. Deze band is bij alle destijds gebruikelijke systemen een halve inch breed. Soms hebben mensen nog wel videobanden en een videorecorder of -speler die ze kan afspelen bewaard.
Systemen met losse banden, zoals bij de oudere bandrecorder, zijn voor amateurgebruik slechts korte tijd in gebruik geweest. Ampexband, genoemd naar de uitvinder van de videorecorder, is voor professioneel gebruik nog wel lang gangbaar geweest.
Systemen voor particulieren, elk met hun eigen type videocassette en  videorecorder of -speler, zijn:
- VCR (Philips)
- Betamax (Sony)
- Video 2000 (VCC) (Philips en Grundig)
- VHS (JVC)

VHS is hiervan het langst gangbaar geweest.